# ボナンザ (オレゴン州)
ボナンザ（英: Bonanza）は、アメリカ合衆国オレゴン州クラマス郡にある市。クラマスフォールズ市の近郊に位置する。2010年度国勢調査の発表による市の人口は415人。

## 歴史
農業町ボナンザには、アルファルファが生える広大な土地があり、畜牛、酪農などが盛んに行われている。市内にはボナンザ高等学校があるほか、ロスト川がボナンザ中心街近郊くを流れ、ボナンザ・ビッグ・スプリングス公園を貫いている。標高が低いためにボナンザ・ビッグ・スプリングスの温泉を介して地下水が汚染されたことから、現地では水利用、絶滅危惧魚類、サケの生育、農業などに並んで議論の対象となっている。

## 地理
ボナンザ市は、オレゴン州道70号線の東端にあり、クラマスフォールズ市から25マイル離れた場所に位置する。
アメリカ合衆国国勢調査局の発表によれば、市の総面積は0.8 mi2（2.1 km2）であり、その全域が陸地である。

## 人口動態

### 2010年
2010年現在、ボナンザ市の人口は415人、年齢の中央値は34.5歳である。152世帯が暮らしている。住民の人種・民族構成は、非ヒスパニック系白人69.6%、黒人0.2%、先住民系0.5%、混血3.4%、ヒスパニック・ラテン系27.7%である。

### 2000年
2000年度国勢調査の発表によれば、市の人口は415人、世帯数139、家族数102であった。人口密度は497.8人/mi2（183.1人/km2）。住居数は152棟であり、住居密度は182.3棟/mi2（70.7棟/km2）であった。
人種構成

白人 85.54%

アフリカン・アメリカン  0.48%

先住民系 0.96%

アジア系 0.24%

太平洋諸島系 0.72%

その他 5.54%

混血 6.51%

ヒスパニック・ラテン系 13.01%

世帯構成

18歳の子どもと暮らしている 37.4%

婚姻関係にある夫婦が共に生活 59.0%

夫のいない女性が世帯主 13.7%

非家族世帯 25.9%

一人暮らし 22.3%

一人暮らしの65歳以上高齢者 9.4%
平均世帯構成員数は2.99人、平均家族構成員数は3.40人である。
年齢分布

18歳未満 34.9%

18-24歳 7.7%

25-44歳 25.1%

45-64歳 20.5%

65歳以上 11.8%
年齢の中央値は31歳である。性比は女性100人に対して男性99.5人、18歳以上の女性100人に対して男性92.9人である。
世帯収入の中央値は31,944米ドルで、家族収入の中央値は36,786米ドルだった。男性の収入の平均値が21,979米ドルだったのに対し、女性の収入の平均値は18,750米ドルだった。1人あたり平均収入は10,213米ドルであった。家族の約14.7%と人口の約16.8%は貧困線を下回っており、その内21.9%が18歳未満、11.9%が65歳以上の住民であった。